# دریالیموسانان
دریالیموسانان (نام علمی: Doridacea) نام یک فروراسته از لیسه دریایی است.